# Déclaration unique d'embauche
Pour les articles homonymes, voir DUE.
En France, la déclaration unique d'embauche ou DUE permet d'effectuer l'ensemble des formalités obligatoires liées à l'embauche d'un salarié, en une seule fois auprès de l'URSSAF dont relève l'établissement concerné par l'embauche.
La DUE doit être effectuée avant la prise de fonction effective ou la période d'essai du salarié et au plus tôt huit jours avant l'embauche, notamment pour la déclaration préalable à l’embauche. 

## Formalités obligatoires
- la déclaration préalable à l’embauche (DPAE) ;
- la déclaration d'une première embauche dans un établissement ;
- la demande d'immatriculation d'un salarié au régime général de la Sécurité sociale ;
- la demande d'affiliation au régime d'assurance chômage ;
- la demande d'adhésion à un service de santé au travail ;
- la déclaration d'embauche du salarié auprès du service de santé au travail en vue de la visite médicale obligatoire ;
- la liste des salariés embauchés pour le pré-établissement de la Déclaration annuelle des données sociales (DADS).